# Qolobaa Calankeed
Qolobaa Calankeed er Somalias nationalsang.  Sangen blev skrevet af Abdullahi Qarshe i 1959.

## Overview
Sangen blev adopteret som nationalsang i 2012, efter at landets nye forfatning blev vedtaget. Den tidligere nationalsang var Soomaaliyeey toosoo.

## Tekst
Qolobaa calankeed,
waa ceynoo,
Innaga keenu waa,
Cirkoo kale ee,
Oon caadna lahayn,
Ee caashaqaye.
Xidigyahay cadi,
Waad noo ciidamisee,
Carradaa kaligaa
adow curadee
cadceeda sidee
lo caan noqo ee
sidii culagii
ciidad marisee
Alloow haku celin
Alloow haku celin